# Trois poèmes de Mallarmé
Les Trois poèmes de Stéphane Mallarmé sont une œuvre de Maurice Ravel pour voix de soprano, deux flûtes, deux clarinettes, piano et quatuor à cordes. Composés en 1913, ils furent créés le 14 janvier 1914, interprétés par Jane Bathori sous la direction de D.-E. Inghelbrecht, au concert inaugural de la SMI de la saison 1913-1914.
L'œuvre porte la référence M.64, dans le catalogue des œuvres du compositeur établi par le musicologue Marcel Marnat.

## Circonstances
Maurice Ravel avait une prédilection pour la poésie de Mallarmé. Dans un entretien accordé au New York Times à la fin des années 1920, il déclarait :

« Je considère Mallarmé non seulement comme le plus grand poète français, mais comme le seul, puisqu’il a rendu poétique la langue française, qui n’était pas destinée à la poésie. Les autres, y compris cet exquis chanteur qu’était Verlaine, ont composé avec les règles et les limites d’un genre très précis et très formel. Mallarmé a exorcisé cette langue, en magicien qu’il était. Il a libéré les pensées ailées, les rêveries inconscientes, de leur prison. »

Or, en 1913, parut la première édition complète des poèmes de Mallarmé. Les trois poèmes furent composés la même année, dans différentes villes qui renvoient aux principaux points d'attache de la vie familiale et amicale de Ravel : Placet futile fut achevé à Paris, Surgi à Saint-Jean-de-Luz, chez ses parents, et Soupir à Clarens, en Suisse, où il pouvait retrouver Stravinsky.
Les dates de compositions suivent l’ordre d’exécution des trois poèmes : le manuscrit de Soupir est achevé le 2 avril 1913, Placet futile en mai, et Surgi… en août.

## «Un match Debussy-Ravel»
Grâce à Henri Mondor, qui était de ses amis, Ravel avait pu obtenir les droits pour la mise en musique de poèmes de Mallarmé. Celui-ci lui confia son « soulagement » devant cette demande, comme Debussy le pressait également de lui accorder ces mêmes droits. Selon Marcel Marnat, Ravel aurait alors invité Mondor à céder à cette requête.
Depuis le Prélude à l'après-midi d'un faune, le Mercure de France présentait Debussy « aspirant à l'héritage de Mallarmé ». Apprenant que les droits avaient déjà été accordés à un compositeur que l'on présentait volontiers comme son rival , il était furieux.
Debussy confiera combien « cette histoire Mallarmé-Ravel n'est pas drôle » . De son côté, Ravel annonçait à Roland-Manuel : « On assistera bientôt à un match Debussy-Ravel »… « En 1913, Debussy et Ravel ne se parlaient pas », concluait Stravinsky, passablement intéressé par de telles « brouilles » entre compositeurs .
Ajoutons toutefois que, de manière générale, les deux grands compositeurs — en dehors d'une certaine rivalité tacite inhérente à leur contemporanéité créatrice — se sont toujours respectés profondément, et que maints supposés frottements entre les deux personnalités ont surtout été le fait de leurs entourages respectifs, voire des coteries occupant la scène musicale parisienne.

## Présentation
Le choix des poèmes, aux yeux de la critique, n'est pas fortuit : Debussy et Ravel ont mis en musique Soupir et Placet futile. La comparaison des différences entre les deux versions de ces poèmes a parfois entraîné des conséquences fâcheuses pour la critique , concernant leurs styles. 
Debussy avait retenu Eventail (à partir du poème Autre éventail (de Mademoiselle Mallarmé)) pour achever son recueil sur une note également rêveuse, comme un madrigal raffiné, subtilement érotique. Ravel, pour « l'amour de la difficulté », choisit de mettre en musique un des sonnets les plus hermétiques de Mallarmé.
Les trois poèmes se présentent donc ainsi :
1. Soupir — dédié à Igor Stravinsky
2. Placet futile — dédié à Florent Schmitt
3. Surgi de la croupe et du bond — dédié à Erik Satie

L'exécution dure environ douze minutes.

## Création
La création eut lieu le 14 janvier 1914, lors d’un concert où étaient présentés en première audition Le Petit Elfe Ferme-l'œil de Florent Schmitt pour piano à quatre mains, les quatre poèmes hindous de Maurice Delage et les trois poésies de la lyrique japonaise de Stravinsky. Les poèmes de Ravel achevaient ce concert.

## Influences et coïncidences
L'instrumentation est la même que pour les trois poésies de la lyrique japonaise de Stravinsky, et proche de celle des poèmes hindous de Delage. L'influence du Pierrot lunaire de Schoenberg est souvent évoquée : Stravinsky et Edgar Varèse avaient assisté à la création de cette œuvre à Berlin, en 1912. Ravel, sans l'avoir entendue, avait recueilli leurs témoignages et, sur leur description enthousiaste, aurait envisagé d'écrire pour un ensemble de musique de chambre.
Paul Collaer affirmait que « Schoenberg indiquait la route permettant à la musique de s'évader de l'énorme appareil du grand orchestre ».
Cependant, Roland-Manuel fera observer que « le Pierrot lunaire a vu le jour à l'automne de 1912, et les quatre poèmes hindous furent composés de janvier à mars 1912. Quand Delage compose ses poèmes, il est livré à lui-même dans la jungle, sans contact avec son maître et ses amis. Il cherche et trouve spontanément, le premier, la forme-éclair, le total dans l'instantané, une effusion qui se délivre dans un soupir lourd de tendresse ».
Émile Vuillermoz rappellera également que Gabriel Fauré avait arrangé la bonne chanson avec quatuor à cordes, et que la chanson perpétuelle, op.37 d'Ernest Chausson (1898) est écrite pour soprano, piano et quatuor à cordes .

## Aperçu de l’œuvre
Les trois poèmes sont remarquablement brefs : 37 mesures pour Soupir, 28 mesures pour Placet futile et 24 seulement pour Surgi…
Soupir s’ouvre sur la sonorité « féerique » des harmoniques naturels du quatuor à cordes, en glissements incessants de quadruples croches. La voix vient se poser au-dessous de ce murmure. A mesure qu’elle s’élève paraissent le piano, puis les flûtes, et les clarinettes pour finir – à la poursuite de cet « Azur » mallarméen. Le quatuor reprend après une pause du chant, offrant une sonorité naturelle, plus élégiaque. Jusqu'à la fin, la voix est soutenue par le piano, écrit sur trois portées, et des tenues discrètes des cordes.
Placet futile offre des jeux de rythmes et des « dialogues » de sonorités plus capricieux : la mesure change souvent, lorsque Soupir restait immuablement à quatre temps. Le piano, absent pendant tout le premier quatrain du poème, fait une entrée presque aussi « spectaculaire » que dans le futur Tzigane de 1924 : un ruissellement d’arpèges accompagnant l’évocation des plaisirs frivoles et des « jeux mièvres » du poème. La flûte offre un contre-chant aux derniers vers du sonnet, qui préfigure « l’air de la princesse » de l'Enfant et les Sortilèges.
Surgi… offre comme première caractéristique un changement dans l’instrumentation : la seconde flûte prend la petite flûte, et la seconde clarinette prend la clarinette basse. La petite flûte s’envole d’ailleurs immédiatement, sur un trémolo brisé des violons, pp mais cruellement dissonant. Dans l’ensemble, l’accompagnement est très discret, d’une égalité de timbre limpide et glacée (harmoniques du quatuor, octaves du piano, etc.), quelque peu angoissante, en accord avec les termes « funèbres » du poème — jusqu'à la fin « expirante » dans l’extrême grave de la voix.
Vocalement, la mélodie épouse le texte au plus près : ni vocalises, ni mélismes, une note par syllabe. L'expansion liée à l'accompagnement instrumental impose cependant un certain « souffle » lyrique. La tenue du chant et sa netteté, ou son « intelligibilité », sont essentielles.

## Critique
C’est sur ce point que Charles Koechlin émet une réserve envers les poèmes de Ravel, dans son Traité de l'orchestration  : « Evitez aussi les mots rares et difficiles à comprendre à première audition ». 
Le premier tercet de Surgi de la croupe et du bond :
Le pur vase d’aucun breuvage

Que l’inexhaustible veuvage

Agonise mais ne consent
apparaît des plus difficiles, de ce point de vue. Et Koechlin, qui en était conscient, ajoute en note : 

« On ne saurait blâmer Debussy ni Ravel d'avoir offert à la mémoire de Mallarmé l'hommage de leur musique, par les trois poèmes que vous connaissez, je pense. Mais avouez que si l'auditeur ne sait pas déjà par cœur le texte humoriste et délicieux de Placet futile, on ne voit pas ce qu'il y pourra comprendre. Quant à Surgi de la croupe et du bond, bien plus hermétique, il le faut d'abord « traduire », comme un auteur difficile, sous peine de ne pas apprécier à sa valeur la belle exégèse musicale de Maurice Ravel. »

L’apostrophe « Princesse ! », descendante chez Debussy, est montante chez Ravel, sur un même intervalle de sixte. Dans Surgi, la ligne de chant présente des tritons sans accompagnement, et des sonorités plus dures. Dans cette mélodie, la dernière composée, se devine déjà le futur Ravel, celui des chansons madécasses...
Dans Placet futile s'opposent soudainement deux « visages » de Ravel, également remarquables. Après l'entrée virtuose, éblouissante et vertigineuse du piano (chiffre 3 de la partition), la voix s'exprime simplement 
Et que sur moi je sais ton regard clos tombé
sous un rare unisson de tout le quatuor, et des accords majeurs, très discrets (ppp) du piano. Tel est Maurice Ravel : l’ingénieur de tant de mécaniques de précision et le lyrique passionné. Vladimir Jankélévitch y trouve « une mélodie précieuse, baroque et assez gongoresque, qui incurve la ligne vocale et lui impose de grands écarts en l'empêchant de trembler. La parure pianistique, où se détache le froid mouvement de septième majeure — la noté à côté —, est riche autant que nette ».

## Postérité
Les Trois poèmes de Stéphane Mallarmé de Christophe Looten (1997) sont écrits pour la même formation instrumentale que ceux de Maurice Ravel.

### Écrits de Maurice Ravel
- Maurice Ravel, L'intégrale : Correspondance (1895-1937), écrits et entretiens : édition établie, présentée et annotée par Manuel Cornejo, Paris, Le Passeur Éditeur, 2018, 1769 p. (ISBN 978-2-36890-577-7 et 2-36890-577-4, BNF 45607052) Contient des correspondances, écrits et entretiens sur les Trois poèmes de Stéphane Mallarmé : n°517, 519, 527, 528, 554, 555, 558, 559, 565, 570, 576, 579, 580, 581, 585, 586, 595, 1094, 1095, 1133, 1137, 1151, 1229, 1302, 1433, 1435, 1479, 1497, 2588, 2620, 2634, 2640, 2656, 2658, 2662

### Monographies
- Vladimir Jankélévitch, Ravel, Paris, Seuil, coll. « Solfèges », 1956, rééd. 1995, 220 p. (ISBN 978-2-02-023490-0 et 2-02-023490-4) L'ouvrage est une réédition de celui paru aux éditions Rieder en 1937
- Roland-Manuel, À la gloire de... Maurice Ravel, Paris, Nouvelle Revue Critique, 1938 (BNF 32580891), p. 119-123
- Marcel Marnat, Maurice Ravel, Paris, Fayard, 1986 (ISBN 2-213-01685-2, BNF 43135722), -366-373
- André Boucourechliev, Debussy : La révolution subtile, Paris, Fayard, coll. « « Les chemins de la musique » », 1998, 123 p. (ISBN 2-213-60030-9)
- Philippe Rodriguez, Maurice Delage : La solitude de l'artisan, Genève, Éditions Papillon, coll. « Mélophiles », 2001, 159 p. (ISBN 2-940310-08-4)
- Christian Goubault, Maurice Ravel. Le jardin féerique, Paris, Minerve, 2004 (ISBN 2-86931-109-5, BNF 39264179)

### Articles
- Michel Delahaye, « Symbolisme et impressionnisme dans Soupir, premier des Trois poèmes de Stéphane Mallarmé de Maurice Ravel », Cahiers Maurice Ravel, no 4,‎ 1988-1989, p. 30-58. Extrait d’une thèse de doctorat.